# ラビット・ホール/指名手配のスパイ
『ラビット・ホール/指名手配のスパイ』（Rabbit Hole）は、ジョン・レクアとグレン・フィカーラがParamount+向けに制作したアメリカのスパイ・スリラーテレビシリーズ。殺人の罪を着せられたスパイエージェントをキーファー・サザーランドが演じる。2023年3月26日から5月7日まで放送された。2023年10月、1シーズンで打ち切られた。

## キャスト
※括弧内は日本語吹替。　

### メイン
ジョン・ウィアー
演 - キーファー・サザーランド（小山力也）
ヘイリー・ウィントン
演 - メタ・ゴールディング
ジョセフィン・"ジョー"・マディ
演 - エニッド・グラハム（浅野まゆみ）
エドワード・オム
演 - ロブ・ヤン（根本泰彦）
インターン/カイル
演 - ウォルト・クリンク
ベン・ウィルソン博士
演 - チャールズ・ダンス（糸博）

### リカーリング
マイルズ・ヴァレンス
演 - ジェイソン・バトラー・ハーナー（堀内賢雄）
マンフレッド・ラーター
演 - ジェド・リース（花輪英司）
ハフィズ
演 - イシャン・ダヴェ（伊藤健太郎）
デブラ
演 - ウェンディ・マッケナ
クロウリー
演 - ピーター・ウェラー（麦人）、ランス・ヘンリクセン（広瀬彰勇）

## 製作
Paramount+は、ジョン・レクアとグレン・フィカーラが制作し、キーファー・サザーランドが主演するスパイドラマシリーズを2021年5月にCBSスタジオに初めて発注し、シリーズのタイトル「Rabbit Hole」は2022年2月に発表された。ロブ・ヤンがキャストに追加された最初の共演者であり、チャールズ・ダンス、メタ・ゴールディング、イーニッド・グラハム、ジェイソン・バトラー・ハーナー、ウォルト・クリンクが続いた。 
2023年10月26日、Paramount+は1シーズンでシリーズを打ち切ると発表した。